# Ham and Stone

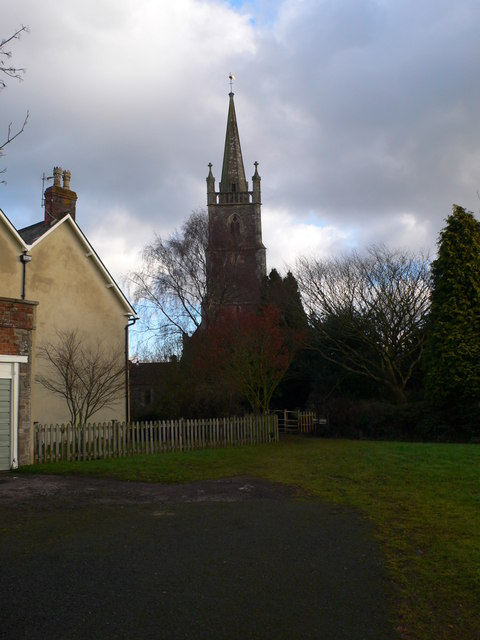

Ham and Stone est une paroisse civile du Gloucestershire, en Angleterre.